# فرانسیسکو کابیو (دوچرخه‌سوار)
فرانسیسکو کابیو (اسپانیایی: Francisco Cabello‎؛ زادهٔ ۲۰ مهٔ ۱۹۶۹) دوچرخه‌سوار اهل اسپانیا است. وی در مسابقات تور دو فرانس شرکت کرده است.